# Sophonia ocellaris
Sophonia ocellaris är en insektsart som beskrevs av Baker 1923. Sophonia ocellaris ingår i släktet Sophonia och familjen dvärgstritar. Inga underarter finns listade i Catalogue of Life.